# Bức tường Than Khóc

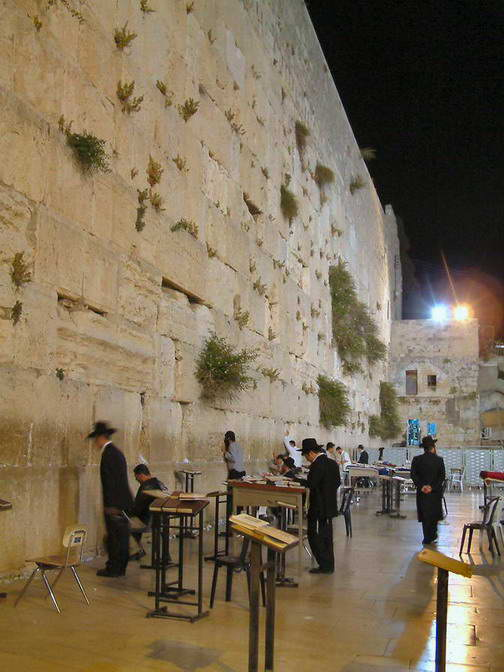
Bức tường phía tây về đêm.

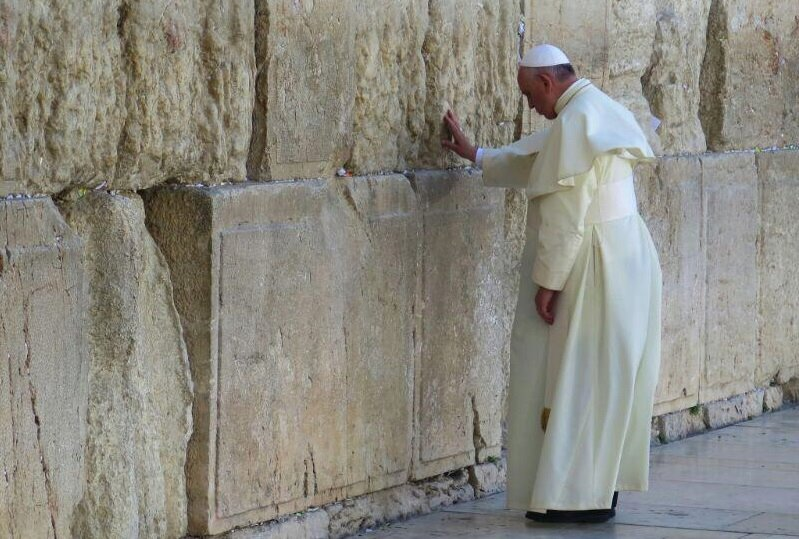
Giáo hoàng Phanxicô đến cầu nguyện (2014)

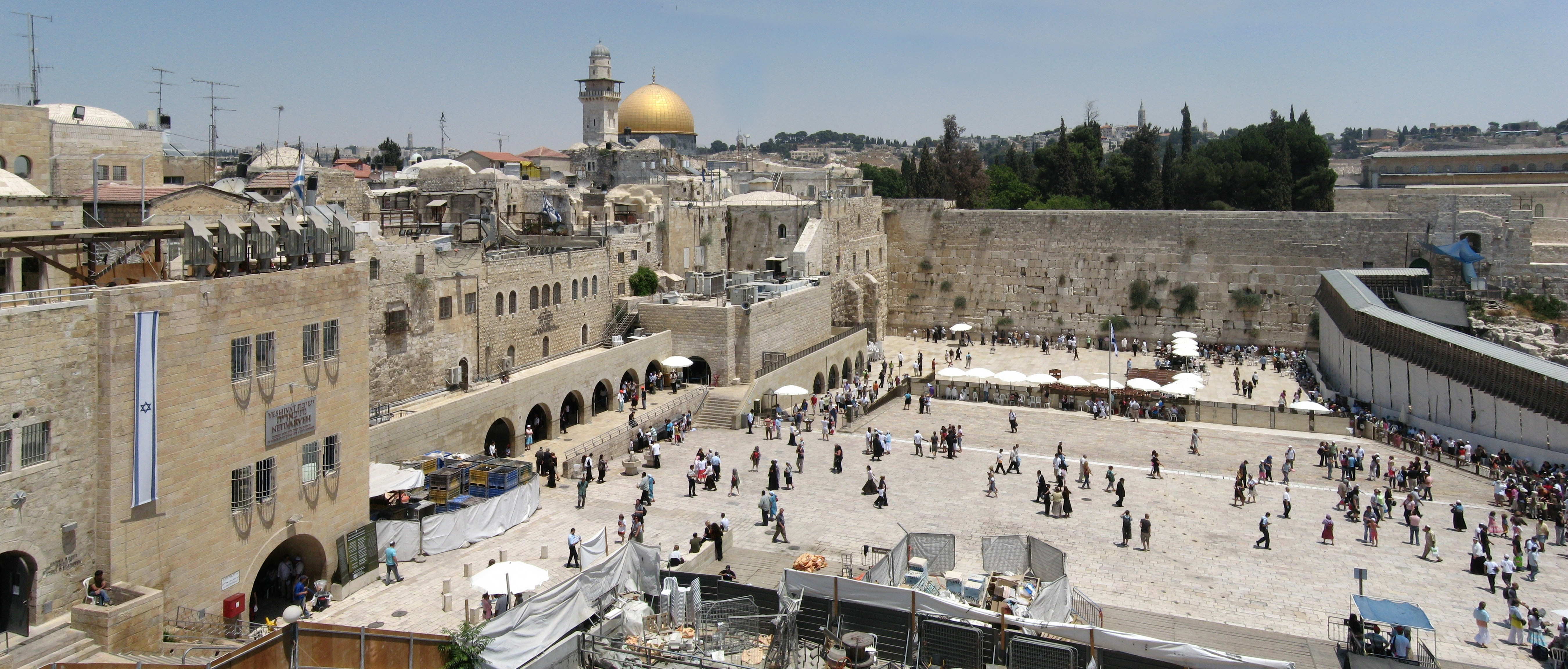
Quảng trường Bức tường phía Tây

Bức tường Than Khóc (tiếng Hebrew: הכותל המערבי, chuyển tự: HaKotel HaMa'aravi) (tiếng Ả Rập: حائط البراق, chuyển tự: Ḥā'iṭ Al-Burāq), đôi khi được gọi là Bức tường phía tây hay đơn giản là Kotel (nghĩa là Bức tường; phát âm Ashkenazic: Kosel), và al-Buraaq Wall trong tiếng Ả Rập, là một địa điểm tôn giáo quan trọng của người Do Thái tọa lạc ở Phố cổ Jerusalem. Bức tường Than Khóc là một trong những địa điểm thiêng liêng nhất của Do Thái giáo. Ở đây, có một phong tục thiêng liêng là việc viết một lời cầu nguyện trên một mảnh giấy và đặt mảnh giấy trong một khe ở một nơi nào đó trong bức tường. Hơn một nửa bức tường, gồm 17 hàng tường nằm ở bên dưới đường phố, có niên đại từ cuối thời kỳ Second Temple, được xây dựng vào khoảng năm 19 trước Công nguyên bởi Herod Vĩ đại. Các lớp còn lại đã được bổ sung vào từ thế kỷ VII trở đi.
Trước bức tường là Quảng trường Bức tường phía Tây.

## Lịch sử

### Xây dựng khoảng năm 19 trước Công Nguyên

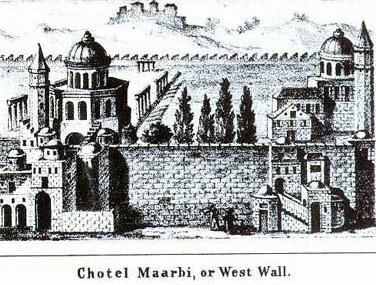
Tranh khắc năm 1850

Theo kinh Tanakh, Đền thờ của Solomon được xây trên đỉnh Núi Đền vào thế kỷ thứ X trước Công Nguyên và bị quân Babylon tàn phá năm 586 trước CN. Đền được tái xây dựng và dâng cho Chúa năm 516 trước CN. Khoảng năm 19 trước CN, Herod Đại đế bắt đầu một công trình vĩ đại tại Núi Đền. Ông cho mở rộng khu vực này thành một gò, hay một nền đất lớn. Ngày nay Bức tường Than Khóc là một phần còn sót lại của nền đất này. Ngôi đền do Herod xây dựng bị phá hủy bởi quân La Mã cùng với phần còn lại của Jerusalem năm 70 sau Công Nguyên trong cuộc chiến tranh Do thái-La Mã lần thứ nhất.